# Hythe (Canada)
Hythe is een plaats in de Canadese provincie Alberta en telt 821 inwoners (2006).